# Сафонов, Степан Васильевич
Степан Васильевич Сафонов (1808—1862) — российский государственный деятель, тайный советник, сенатор, директор гражданской канцелярии Кавказского наместника, писатель, историк и общественный деятель.

## Биография
Родился 1 (13) января 1808 года, сын секретаря Екатеринославской духовной консистории, надворного советника Василия Васильевича Сафонова (ок. 1770—1825) и его супруги Марии Стефановны (ок. 1779-не ранее 1814).
Начальное образование получил в Екатеринославской семинарии и продолжил своё обучение в Харьковском университете, который окончил со степенью кандидата прав.
Службу начал 1 февраля 1825 года в канцелярии Новороссийского и Бессарабского генерал-губернатора графа Палена и позднее — князя Воронцова, чьим расположением особенно пользовался. Вскоре, вместе с бароном А. П. Николаи и М. П. Щербининым, был сделан личным секретарём Воронцова для переписки писем и официальных бумаг.
Во время русско-турецкой войны в 1828 году состоял при князе Воронцове при осаде Варны и был награждён орденом св. Владимира 4-й степени, а в 1829 году отличился во время чумы в Бессарабии и был произведён в коллежские асессоры.
20 апреля 1841 года получил чин статского советника.
Служба Сафонова при князе Воронцове продолжалась до 1843 года, когда он был причислен, в чине действительного статского советника (с 13 июня 1843 года), к Министерству внутренних дел. Служа в МВД, Сафонов был командирован в том же 1843 году с секретным поручением в Нижний Новгород, а в 1844 году — в Калужскую губернию по особому делу, производившемуся по Высочайшему повелению, и в том же году в города: Херсон, Екатеринослав, Симферополь, Таганрог и Одессу для обозрения производившихся там построек, зданий для богоугодных заведений, состоящих в Приказе общественного призрения, и для осмотра в Херсонской губернии мероприятий против свирепствовавшей там чумы рогатого скота.
С 1845 года Сафонов снова находился при князе Воронцове, в бытность последнего Кавказским наместником, и состоял директором его гражданской канцелярии. Как видно из переписки князя Воронцова с Ермоловым, Сафонову было поручено уведомлять последнего о всем происходившем и касавшемся гражданской части. В 1846 году Сафонов был командирован из Тифлиса в Санкт-Петербург для личных объяснений о преобразовании карантинно-таможенного управления на Кавказе и о составлении нового тарифа для Закавказского края; А. П. Ермолов в письме М. С. Воронцову отмечал: «Здесь испугались желания твоего учредить свободный торг за Кавказом; испугались пребывания в Петербурге твоего директора канцелярии».
19 декабря 1851 года Сафонов был произведён в тайные советники и назначен сенатором, около двух лет присутствовал в 1-м отделении 5-го департамента, а с 19 октября 1853 года был присутствующим в 1-м департаменте.
В 1853 году присутствовал в учреждённом при 1-м департаменте Сената особом присутствии для рассмотрения положения о питейных сборах на четырёхлетие с 1855 по 1859 год.
В 1856 году присутствовал при производстве торгов на питейные откупа с 1857 по 1859 год.
В 1857 году присутствовал в учреждённом при 1-м департаменте Сената особом присутствии для рассмотрения правил о залогах и предполагаемых дополнениях по содержанию откупов с 1859 по 1863 год.
В 1858 году присутствовал при производстве торгов на питейные откупа с 1859 по 1863 год.
23 декабря 1858 года на Сафонова возложена была ревизия Пензенской губернии, которая проводилась до 5 декабря следующего года; отчет об этой ревизии был представлен им на рассмотрение Комитета министров; заметную помощь в этом деле ему оказал будущий сенатор Николай Иванович Ягн. В результате ревизии Пензенский гражданский губернатор А. А. Панчулидзев за многочисленные упущения был уволен в отставку, а по отдельному рапорту Сафонова в Государственном совете состоялось особое заседание о предании членов губернского правления суду.
И. В. Селиванов об этой ревизии вспоминал:

До Петербурга дошли, наконец, слухи о том, что творится в Пензенской губернии, и туда была назначена ревизия в лице сенатора Сафонова. Сафонов приехал туда вечером неожиданно, и, когда стемнело, сел на извозчика и велел себя везти на набережную.

— На какую набережную? — спросил извозчик.

— Как на какую! — отвечал Сафонов. — Разве у вас их много? Ведь одна только и есть!

— Да никакой нет! — воскликнул извозчик.

Оказалось, что на бумаге набережная строилась уже два года и что на неё истрачено было несколько десятков тысяч рублей, а её не начинали.
Однако статский советник Г. Мешков опровергает рассказ Селиванова и говорит что Панчулидзев подал прошение об отставке не по итогам ревизии, а ещё в разгар её, летом 1859 года. Также он говорит что рассказ о набережной в Пензе есть целиком выдумка Селиванова, поскольку в Пензе ещё в 1825 году на деньги императора Александра I было построено деревянное укрепление берега, однако впоследствии его постепенно размыло весенними паводками и вопрос о возобновлении этого укрепления более никогда не поднимался. Мешков писал:

На счёт этой постройки при ревизии был официальный вопрос от сенатора; но, получивши официальный же ответ в упомянутом выше смысле, сенатор удовлетворился им вполне и никакой никогда не существовавшей набережной не отыскивал.
Умер 6 (18) апреля 1862 года в Санкт-Петербурге, похоронен на Тихвинском кладбище Александро-Невской лавры.
Был женат (1841 г., Одесса) на дочери одесского купца греческого происхождения Григория Ивановича Маразли (ум. 1853, Одесса) и дочери купца Зои Федоровны Феодориди (1793—1869, Париж), Евридике Григорьевне Маразли (1820, Одесса — 1867, Париж). Её братом был городской голова Одессы в 1878—1895 гг. Григорий Григорьевич Маразли (1831—1907).
От этого брака родилось семеро детей. Четверо из них дожили до зрелых лет: Степан (1851, Париж — 1890, Винница) и Александр (1855, Санкт-Петербург − 1908, Ницца), Мария (1842—1927, Ницца), замужем за генерал-лейтенантом С. И. Толстым, и Зоя (1862, Париж — 1959, Москва), в замужестве баронесса Фредерикс, затем — Тиздель; а трое умерли в детстве: Михаил (1846, Одесса — 1847, там же), Григорий (1848, Одесса — 1849, там же) и Николай Степановичи (1852, Одесса — ?) Сафоновы.

## Общественная и литературная деятельность
Во время своего пребывания в Одессе Сафонов числился членом совета Одесского института благородных девиц, комитета Одесской лечебницы для приходящих и Одесского тюремного попечительного комитета.
Сафонов, вместе с Мурзакевичем, Княжевичем и Стурдзою, принимал участие в учреждении Одесского общества истории и древностей и числился одним из первоизбранных членов этого общества, учреждённого в 1839 году; в 1842 году вместо выбывшего Стурдзы был избран вице-президентом этого общества. Был также с 1840 года членом Общества сельского хозяйства в России.

### Литературные труды
- Путевые заметки по Новороссийскому краю // «Одесский вестник». 1828—1830 гг.
- Восхождение на Везувий // альманах «Подарок бедным». — 1834 г.
- Взгляд на выгоды торговых сношений между Англией и Францией (перев. с франц. — СПб., 1836
- Поездка к восточным берегам Чёрного моря на корвете «Ифигения», с рис. — СПб., 1837
- Описание пребывания Императорской фамилии в Крыму в 1837 г. и 1840 г.
- Описание греческих легионов в России, или нынешнее население Балаклавы // Записки Одесского общества истории и древностей. Т. 1
- Записка о Сербском деле 1752 г., объясняющая непрямую политику Австрии в деле заселения Россией Новой Сербии // Записки Одесского общества истории и древностей. Т. IV.
- Предисловие к рукописи «Турецкая война при императрице Анне» // «Русский архив». — 1878 г.

Сафоновым также были изданы:
- Записки Густава Бирона о том, сколько я помню о Крыме и Турецких походах // «Одесский вестник». — 1837 г.
- История о казаках запорожских, как оные издревле зачались и откуда своё происхождение имеют. — Одесса, 1851 (рукопись из библиотеки кн. Воронцова).

Будучи директором канцелярии Кавказского наместника, Сафонов заведовал изданием в 1846 году «Кавказского календаря»; им же было положено основание нумизматической коллекции и Тифлисской библиотеки.

## Награды
Ордена:
- Орден Святого Владимира 4-й степени (1828)
- Орден Святого Владимира 3-й степени (11.03.1838)
- Орден Святого Станислава 1-й степени (26.05.1846)
- Орден Святой Анны 1-й степени с императорской короной (06.12.1848)
- Орден Святого Владимира 2-й степени (01.01.1856)
- Орден Белого орла (08.09.1859)
- Знак отличия беспорочной службы за XXX лет
- Персидский орден Льва и Солнца 1-й степени
- Турецкий орден Нишан-Ифтигар

Медали:
- Серебряная медаль за русско-турецкую войну 1828—1829 годов
- Золотая медаль «За прекращение чумы в Одессе» в 1837 году
- Бронзовая медаль «В память войны 1853—1856 гг.»